# Look for Love
Look for Love è la prima canzone registrata dal cantante Billie Joe Armstrong, frontman e chitarrista dei Green Day. Il brano, scritto da James J. Fiatarone e Marie Louise Fiatarone, uscì nel 1977 come singolo 7", in edizione limitata di 800 copie sull'etichetta personale degli autori, la Fiat Records. Sul lato B c'era una finta intervista intitolata Meet Billie Joe, di cui si possono ascoltare i primi 5 secondi nella canzone Maria, contenuta nell'album dei Green Day International Superhits! Billie Joe cantò questa canzone a 5 anni, ancora oggi sebbene essa non sia contenuta in nessun album è possibile sentirla su Internet in alcuni siti ed inoltre esistono alcune copie originali della canzone che sono tuttora messe all'asta a prezzi esorbitanti.